# گرگ تاسمانی
گرگ تاسمانی یا ببر تاسمانی (نام علمی: Thylacinus cynocephalus) به یونانی کیسه‌دار سَگ‌سر) پستاندار کیسه‌دار گوشت‌خوار بومی جزیره تاسمانی، سرزمین اصلی استرالیا و پاپوآ گینه نو بود که در قرن بیستم منقرض شد. این حیوان بزرگ‌ترین گونهٔ شناخته‌شده گوشتخوار از فُرورده کیسه‌داران در عصر هولوسن محسوب می‌شد.
گرگ تاسمانی پیش از ورود اروپائیان به استرالیا در جزیرهٔ اصلی بسیار کمیاب بود یا به‌کلی منقرض شده بود، اما در تاسمانی در کنار چندین گونه بومی دیگر به حیات خود ادامه می‌داد. شکار بی‌رویه این حیوان که با پاداش‌های دامداران همراه بود، دلیل اصلی انقراض این گونه دانسته می‌شود. شیوع نوعی بیماری شبیه به هاری، ورود سگ‌ها، انقراض همزمان گونه‌های شکار این جانور و تخریب زیستگاه آن از سوی انسان نیز از دلایل دیگر انقراض این حیوان به حساب می‌آید.
آخرین گرگ تاسمانی شناخته شده در سال ۱۹۳۳ در جزیرهٔ تاسمانی زنده‌گیری شد و در سال ۱۹۳۶ در باغ وحش هوبرت جان سپرد. پس از آن تا دههٔ ۱۹۶۰ گزارش‌های تأیید نشده متعدد از مشاهده این جانور و کشف ردپاهایی که احتمالاً متعلق به گرگ تاسمانی بودند، احتمال بقای این حیوان را قوت می‌بخشیدند تا اینکه در سال ۱۹۸۶ با گذشت ۵۰ سال از مرگ آخرین بازمانده قطعی این گونه انقراض آن رسمیت یافت. ولی دانشمندان با استفاده از دی‌ان‌ای موجود در نمونه‌ای که از سال ۱۸۶۶ در الکل باقی‌مانده سعی دارند که این موجود را دوباره متولد کنند.
این حیوان همچون ببر کمری راه راه دارد و چهره‌ای همچون گرگ دارد که به همین علت این دو نام را به خود گرفته است، شکارچی رأس هرم غذایی بود. البته به عنوان یک حیوان کیسه‌دار خویشاوند نزدیک این دو پستاندارِ جُفت‌دار نبود ولی با توجه به فرگشت همگرا شباهت‌هایی با این حیوانات پیدا کرده بود. 
دانشمندان میخواهند با دی ان ای گرگ تاسمانی آن را دوباره زنده کنند.

## ویژگی‌های جسمی
ارتفاع این حیوان ۶۰ سانتی‌متر، درازای آن‌ها ۱۲۵ سانتی‌متر و دُم آن‌ها ۵۰ سانتی‌متر بود. وزن آن‌ها ۳۰ کیلوگرم بوده و از پرندگان و پستانداران کوچک تغذیه می‌کردند. رنگ آن‌ها از زرد متمایل به قهوه‌ای تا خاکستری متغیر بوده است و در قسمت پشت دارای خطوط راه راه سیاه شبیه به ببر بودند که به تعداد ۱۵ تا ۲۰ عدد از شانه تا دم کشیده شده بود. سر بزرگ آن‌ها شبیه به گرگ و سگ بود، و دم کوتاهی داشتند. همچنین پاها به نسبت کوچک بودند. موهای بدن کوتاه و در حدود ۱۵ میلی‌متر طول داشتند.
به‌طور معمول ماده‌ها کمی از نرها کوچک‌تر بودند اما برخلاف اکثر کیسه‌داران هر دو جنس دارای کیسه بودند. کیسهٔ جنس نر برای محافظت از آلت جنسی کاربرد داشت.

## فرگشت

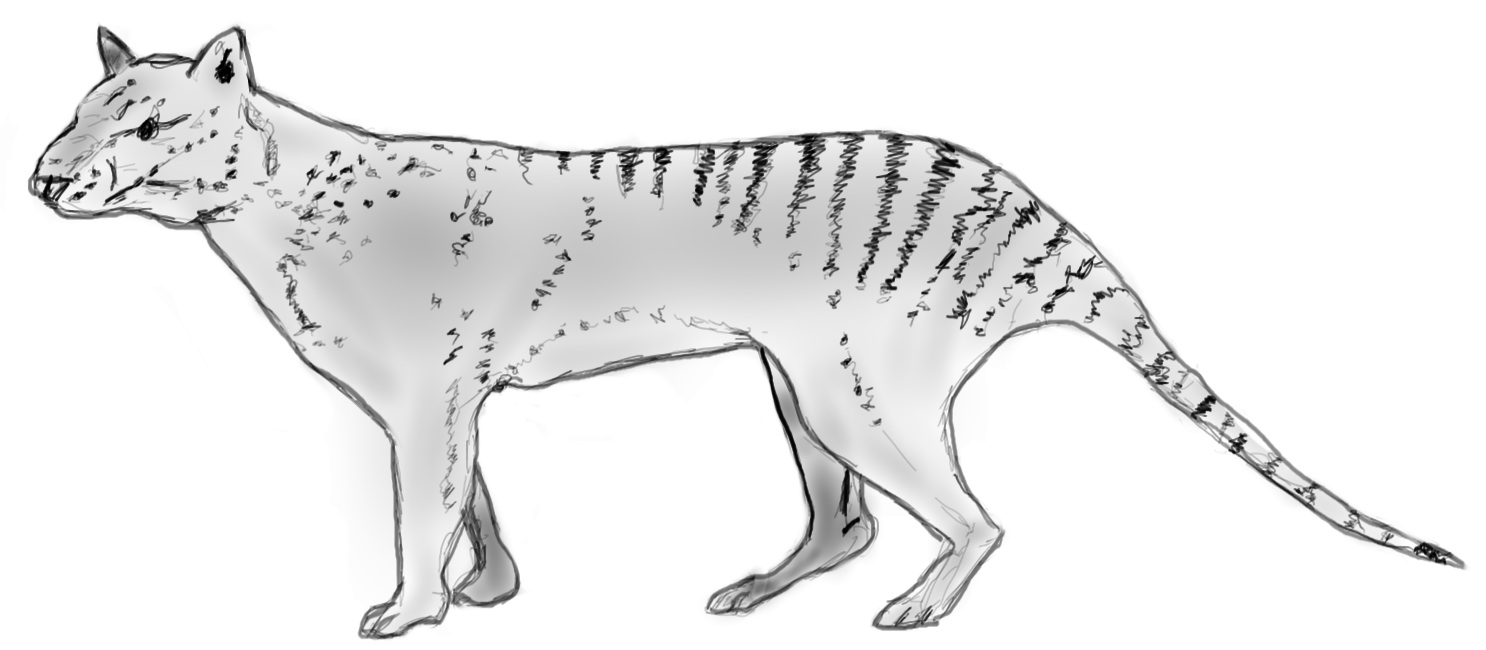
کیسه‌گرگ نیرومند.

اجداد گرگ‌های تاسمانی امروزی حدود ۴ میلیون سال پیش پدیدار شدند. پیدایش گونه‌های خانوادهٔ کیسه‌گرگان (Thylacinidae) به ابتدای دوران میوسن برمی‌گردد. اکثر گونه‌های این خانواده از نمونهٔ اخیر کوچک‌تر بودند، به جز کیسه‌گرگ نیرومند (Thylacinus potens) که در اواخر دوران میوسین ظاهر شد. و در اندازهٔ گرگ‌ها بود. گرگ تاسمانی امروزی در اواخر دوران پلیستوسن و اوایل دوران هولوسین پدیدار شد. (با این حال هیچ وقت در کل محل سکونت خود پخش نشدند)

## انقراض در سرزمین اصلی استرالیا
از حدود ۲٬۰۰۰ سال پیش این حیوان در سرزمین اصلی استرالیا و کمی پیش‌تر در گینهٔ نو منقرض شده بود. با توجه به پژوهش‌های دانشگاه سیدنی، علل انقراض این حیوان را می‌توان موارد زیر دانست:
این گمان وجود دارد که با ورود دینگو به سرزمین اصلی استرالیا، ۳ حیوان گرگ تاسمانی، شیطان تاسمانی و چارخو تاسمانی در سرزمین اصلی استرالیا منقرض شده باشند. احتمالاً گرگ تاسمانی و شیطان تاسمانی به عنوان رقیب دینگو، و مرغ تاسمانی به عنوان شکار، به همین علت بود که در نبود دینگو این حیوانات توانستند در تاسمانی زندگی کنند.
با این حال این فرضیه در ابتدا دچار مشکلاتی بود مثلاً اینکه دینگو در روز شکار می‌کند اما گرگ تاسمانی در شب و همچنین گرگ تاسمانی ساختاراسکلتی وعضله‌ای به مراتب قدرتمندتری داشت که می‌توانست در نبردهای تن به تن مفید باشد. تحقیقات اخیر روی جمجمهٔ دینگو و گرگ تاسمانی همچنین نشان داده است که با وجود ضعیف‌تر بودن گاز دینگو اما جمجمهٔ وی استحکام و مقاومت بیشتری داشته و این امکان را به این حیوان می‌دهد و می‌داد که در رویارویی مستقیم مقابل جانوری حتی بزرگ‌تر از گرگ تاسمانی پیروز بشود.
رژیم غذایی دینگو نیز متنوع‌تر از گرگ تاسمانی بوده و این امکان را به این حیوان می‌دهد که از منابع بیشتری تغذیه کند.
همچنین شواهدی در دست می‌باشد که در حدود ۴٬۰۰۰ سال پیش انسان با پیشرفت در شیوه‌های شکاری نیز به عنوان رقیب با این حیوان عمل می‌کرده است.

## انقراض در تاسمانی
با ورود اروپاییان و سکونت در این جزیره در سده‌های ۱۸ و ۱۹ میلادی به‌ویژه با تراکم این سکونتگاه‌ها در شمال جزیره برخوردها با گرگ تاسمانی تشدید شد. این حیوانات به زودی آغاز به حمله به گوسفندان کردند. برای همین در سال ۱۸۳۰ شرکت ون دایمنز جایزه‌ای برای کشتن این حیوان تعیین کرد، در سال ۱۸۸۸ هم دولت محلی تاسمانی برای هر گرگ تاسمانی بزرگ‌سال مبلغ ۱ پوند و برای هر توله مبلغ ۲۲ شلینگ پرداخت می‌کرد.

## نگارخانه

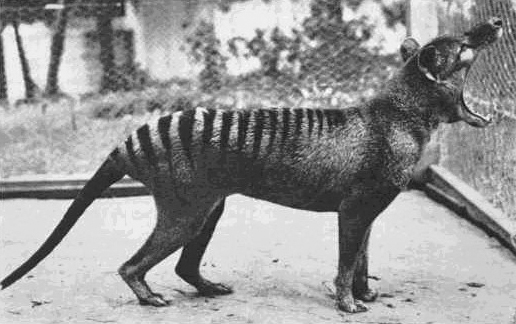
این عکس اخرین گرگ تاسمانیایی است
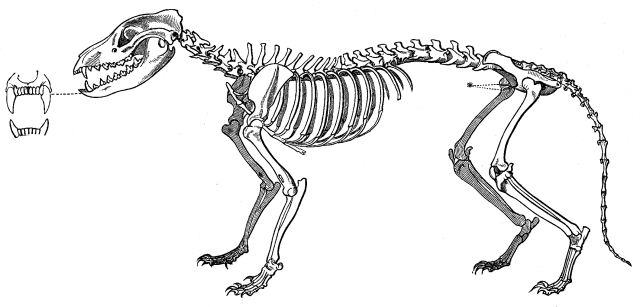